# 1868
1868. је била преступна година.

## Догађаји

### Јануар
- 3. јануар — У Јапану је укинута институција шогуна и почела „Меиџи обнова“.

### Март
- 12. март — Влада Кнежевине Србије је укинула забрану са правописа Вука Караџића и дозволила његову употребу.

### Мај
- 16. мај — Амерички председник Ендру Џонсон је ослобођен оптужби након гласања о његовом опозиву у америчком Сенату пошто је недостајао један глас до двотрећинске већине.

### Јун
- 11. јун — Кнез Михаило Обреновић је убијен у атентату на Кошутњаку.

### Јул
- 2. јул — Велика народна скупштина у Топчидеру је потврдила избор Милана Обреновића за кнеза Србије.
- 28. јул — Ратификован је 14. амандман Устава САД, којим су црнци добили право на држављанство САД.

### Август
- 13. август — У Перуу и Еквадору серија земљотреса усмртила око 25.000 људи.

### Октобар
- 6. октобар — Битка код Бонари прелаза

### Новембар
- 3. новембар — На председничким изборима у САД, кандидат Републиканске странке, Јулисиз С. Грант, победио је кандидата Демократске странке, Хорејшија Симора.

## Рођења

### Јануар
- 3. јануар — Живојин Перић, српски и југословенски правник и политичар. († 1953)
- 8. јануар — Френк Дајсон, енглески астроном. († 1939)

### Април
- 24. април — Михаило Петровић Алас, математичар, професор Београдског универзитета и академик Српске краљевске академије. († 1943)

### Мај
- 18. мај — Николај II Романов, руски цар († 1918).
- 27. мај — Алекса Шантић, српски песник. († 1924).
- 29. мај — Абдул Меџид II, турски султан. († 1944)

### Јун
- 6. јун — Роберт Фалкон Скот, енглески истраживач († 1912)

### Август
- 9. децембар — Фриц Хабер, немачки хемичар. († 1934).

## Смрти

### Фебруар
- 29. фебруар — Лудвиг Аугуст од Вителсбаха, баварски краљ. (*1786)

### Јун
- 1. јун — Џејмс Бјукенан, 15. председник САД
- 10. јун — Михаило Обреновић, кнез Србије

### Септембар
- 13. новембар — Ђоакино Росини, италијански композитор. (*1792)
- 20. новембар — Узун Мирко Апостоловић, српски устаник и војвода. (*1782)